# Jan Raczyński (działacz kolejowy)
Jan Raczyński (ur. 31 maja 1954, zm. 19 grudnia 2020) – polski działacz kolejowy, ekspert w zakresie taboru szynowego, redaktor naczelny prasy branżowej.

## Życiorys
Pracował jako zastępca kierownika Oddziału Napraw oraz Kierownik Zespołu Technologiczno-Rozwojowego w PKP Lokomotywowni Łódź Olechów (1979–1997), następnie do 2001 pracował jako kierownik zespołu w Biurze Utrzymania Taboru Trakcyjnego w Dyrekcji Trakcji i Zaplecza Warsztatowego PKP w Krakowie. W latach 2001–2009 był kierownikiem zespołu ds. Interoperacyjności, z następnie kierownikiem projektu w PKP Cargo w Centrali w Warszawie. W latach 2009–2011 był dyrektorem Centrum Kolei Dużych Prędkości PKP PLK w Warszawie. Następnie pełnił funkcję dyrektora Projektu do spraw strategii i rozwoju taboru oraz standardów technicznych PKP Intercity w Warszawie (2011–2014). W latach 2015–2020 pracował jako ekspert w Ośrodku Koordynacji Projektów i Współpracy Międzynarodowej Instytutu Kolejnictwa w Warszawie. W 2020 podjął pracę ekspert w Departamencie Techniki i Wyrobów Urzędu Transportu Kolejowego w Warszawie.
Był inicjatorem utworzenia Stowarzyszenia na rzecz Interoperacyjności i Rozwoju Transportu Szynowego (2003–2005). Był redaktorem naczelny miesięcznika „Technika Transportu Szynowego” (1994–2020) oraz autorem tekstów publikowanych na łamach „Rynku Kolejowego”. Należał do Rady Programowej Międzynarodowych Targów Trako w Gdańsku (1998–2020) oraz prezesem Oddziału SITK RP w Łodzi (2006–2014). Reprezentował Grupę PKP w kolejowych organizacjach międzynarodowych (2001–2020) – członek Intercity and High-Speed Committee w UIC (od 2011), w latach 2005–2014 przewodniczący Wspólnoty Kolei Europejskich w grupie roboczej Europejskiej Agencji Kolejowej odpowiedzialnej za przygotowanie technicznych specyfikacji interoperacyjności. Był współtwórcą, członkiem zarządu oraz członkiem komisji rewizyjnej Stowarzyszenia na rzecz Interoperacyjności i Rozwoju Transportu Szynowego.
Autor ponad 100 artykułów w specjalistycznej prasie polskiej i zagranicznej.

### Życie prywatne
Zmarł z powodu zawału serca. Został pochowany na cmentarzu rzymskokatolickim pw. Św. Wincentego na Dołach w Łodzi.

## Upamiętnienie
- Międzynarodowe Targi Kolejowe TRAKO przyznają nagrodę medialną im. redaktora Jana Raczyńskiego[3].